# Eckartsau
Eckartsau es una localidad del distrito de Gänserndorf, en el estado de Baja Austria, Austria, con una población estimada a principio del año 2018 de 1283 habitantes. 
Se encuentra ubicada al noreste del estado, entre Viena, al oeste, el río Danubio, al sur, y el río Morava (afluente izquierdo del Danubio) que la separa de Eslovaquia, al este.

## Historia
El Castillo de Eckartsau fue la última residencia de Carlos I de Austria antes de su partida de la antigua Austria-Hungría en marzo de 1919. 
La ciudad actual se formó en 1971 a partir de la unión del pueblo mercantil de Eckartsau con Witzelsdorf y los pueblos Kopfstetten, Pframa y Wagram.